# Richard Lindh

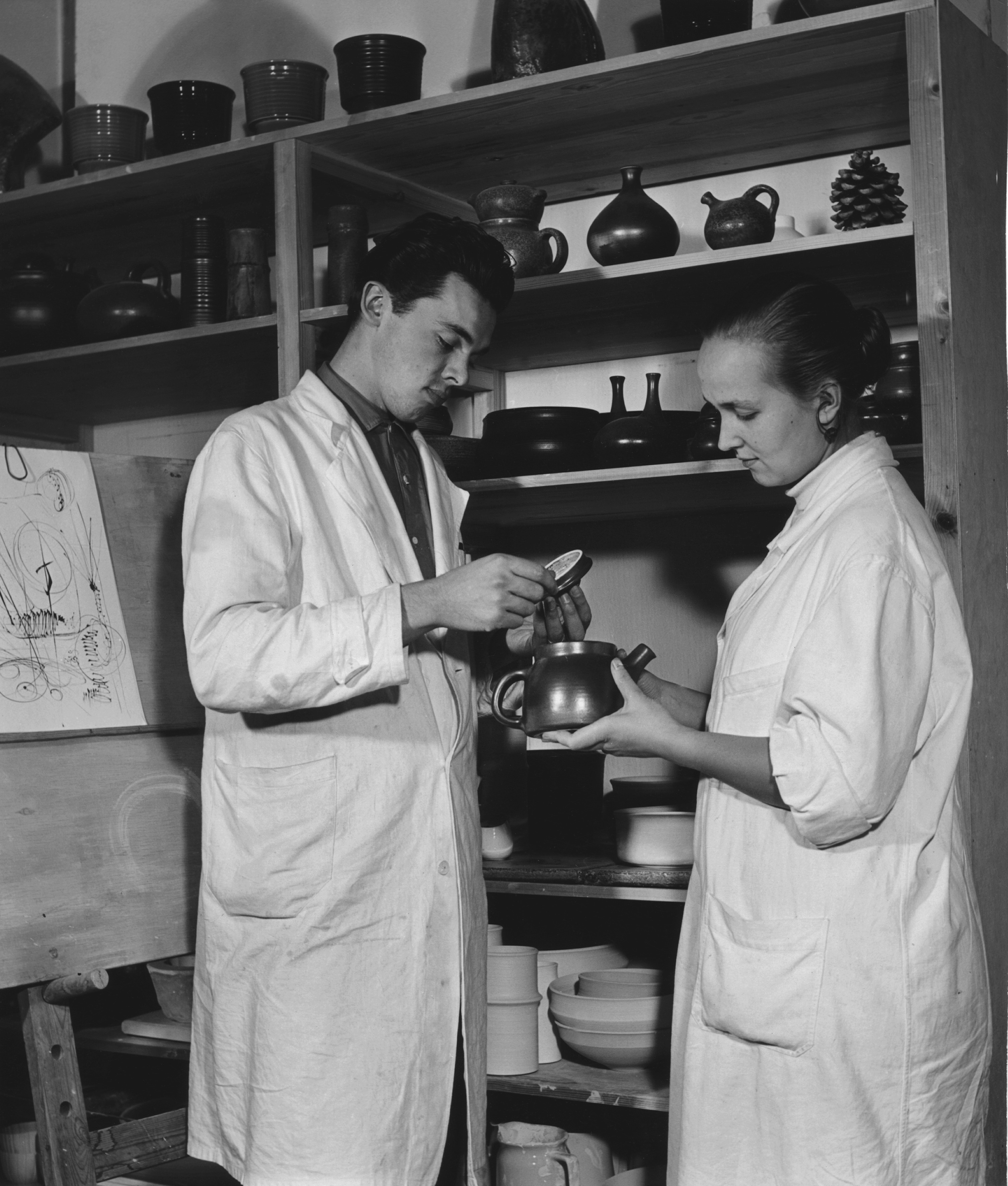
Richard och Francesca Lindh år 1956.

Hakon Richard Emil Lindh, född 5 mars 1929 i Helsingfors, död där 7 december 2006, var en finländsk keramiker och designer. Han var sonson till Agnes och Emil Lindh. 
Lindh studerade 1950–1951 vid Fria konstskolan och 1941 och 1954 vid Konstindustriella läroverket samt deltog i utställningar första gången 1952. Han verkade vid Arabias konstavdelning 1955–1959, var chef för konstindustriavdelningen 1959–1964 och 1967–1969, chef för produktplaneringsavdelningen 1964–1979, konstnärlig ledare vid Arabia 1973–1979, chef för gåvoartiklar 1978–1984 och chef för DM-avdelningen 1987–1989. Han planerade bruks- och konstföremål och därvid utnyttjat olika experimentella material. Till hans tidigaste brukskeramik hörde serietillverkade blomkrukor av vitt stengods med fat. Senare verkade han som formgivare och frilansdesigner bland annat vid Bensow-Soliferverken, Lönnström Oy, Wärtsilä, Ekenäs porslin och Primo. 
Lindh var 1953–1976 gift med Francesca Lindh, som han länge samarbetade med. Sedan 1978 var han gift med keramikkonstnären Inkeri Leivo.